# 카를 제베링
카를 빌헬름 제베링(독일어: Carl Wilhelm Severing, 1875년 6월 1일~1952년 7월 23일)은 독일의 정치인이다.

## 생애
1875년 6월 1일 헤르포르트에서 태어났다. 1928년 총선에서 독일 사회민주당이 승리하자 성립된 뮐러 내각에서 내무장관에 임명됐다. 그러나 1930년 뮐러 내각이 2년 만에 무너지자 장관직에서 물러났다. 같은 해 프로이센주 주지사인 오토 브라운에 의해 주 내무장관으로 임명됐다. 1952년 7월 23일 빌레펠트에서 담석증으로 죽었다.